# Канада на Зимским олимпијским играма 1968.
Канада је учествовала на десетим по реду Зимским олимпијским играма одржаним 1968. године у Греноблу, Француска. То су биле десете Зимске олимпијске игре на којима су учествовали канадски спортисти. Канада је учествовала у 30 спортских дисциплина од укупно 9 спортова у којима су учествовали: „Алпско скијање, биатлон, хокеј на леду, уметничко клизање, крос контри, скијашки скокови, нордијска комбинација, санкање и брзинско клизање. Канада је освојила укупно три медаље, једну златну, једну сребрну и једну бронзану. Златна и сребрна медаља су освојене у алпском скијању а бронзана у хокеју на леду.
Зимска олимпијада у Греноблу је била круна каријере за алпску скијашицу Ненси Грин. На овим играма она је добила надимак „тигрица“ и ове су јој биле треће олимпијске игре на којима је учествовала. На ове игре Ненси Грин је дошла са титулом светске првакиње, коју је освојила на Светском купу 1967. године. У Греноблу она је успела да освоји злато у велеслалому и сребрну медаљу у слалому
У хокеју на леду Канада је опет гајила највише амбиције. Селектор Дејвид Бауер је повео скоро половину екипе која је учествовала и на претходној олимпијади, укључујући и будућег генералног менаџера Отаве Сенаторса, Маршала Џонстона. Канадски хокејаши су на премијерној утакмици одиграли на очекиваном нивоу и победили репрезентацију Западне Немачке са 6:1 али су већ следећу утакмицу изгубили од репрезентације Финске са 5:2. Уследила је победа над Источном Немачком и две тесне идентичне победе над Чехословачком и репрезентацијом Сједињених Држава од 3:2. Победа над Шведском од 3:0 и затим пораз од СССР-а од 5:0 донеле су Канади треће место и бронзану медаљу.
Испало је, међутим, да је ова медаља задња за наредне 24 године колико је Канади опет требало да поново освоји нову олимпијску медаљу у хокеју на леду.

### Освојене медаље на ЗОИ
| Освојене медаље канадских спортиста на ЗОИ 1968. |                       |       |        |        |        |
| Спортиста                                        | Спорт                 | Злато | Сребро | Бронза | Укупно |
| Ненси Грин                                       | Алпско скијање — жене | 1     | 1      | 0      | 2      |
| Тим Канаде                                       | Хокеј на леду — мушки | 0     | 0      | 1      | 1      |
| Укупно                                           | 2                     | 1     | 1      | 1      | 3      |

### Алпско скијање
Мушки
| Скијаш         | Дисциплина | Трка 1  | Трка 1   | Трка 2       | Трка 2   | Укупно       | Укупно   |
| Скијаш         | Дисциплина | Време   | Позиција | Време        | Позиција | Време        | Позиција |
| -------------- | ---------- | ------- | -------- | ------------ | -------- | ------------ | -------- |
| Питер Данкан   | Спуст      |         |          |              |          | Диск.        | –        |
| Род Хеброн     | Спуст      |         |          |              |          | Није завршио | –        |
| Гери Риналди   | Спуст      |         |          |              |          | 2:06.30      | 31       |
| Вејн Хендерсон | Спуст      |         |          |              |          | 2:05.56      | 27       |
| Кит Шепард     | Велеслалом | Диск.   | –        | –            | –        | Диск.        | –        |
| Скот Хендерсон | Велеслалом | 1:47.85 | 25       | 1:50.65      | 19       | 3:38.50      | 21       |
| Род Хеброн     | Велеслалом | 1:47.07 | 19       | Није завршио | –        | Није завршио | –        |
| Питер Данкан   | Велеслалом | 1:47.06 | 18       | 1:51.11      | 26       | 3:38.17      | 18       |

Слалом - мушки
| Такмичар       | Трка 1 | Трка 1   | Трка 2 | Трка 2   | Финале               | Финале               | Финале               | Финале               | Финале               | Финале               |
| Такмичар       | Време  | Позиција | Време  | Позиција | Време 1              | Позиција             | Време 2              | Позиција             | Укупно               | Позиција             |
| -------------- | ------ | -------- | ------ | -------- | -------------------- | -------------------- | -------------------- | -------------------- | -------------------- | -------------------- |
| Скот Хендерсон | Дискв. | –        | 56.71  | 3        | Није се квалификовао | Није се квалификовао | Није се квалификовао | Није се квалификовао | Није се квалификовао | Није се квалификовао |
| Питер Данкан   | 54.57  | 3        | 55.07  | 2        | Није се квалификовао | Није се квалификовао | Није се квалификовао | Није се квалификовао | Није се квалификовао | Није се квалификовао |
| Роберт Свон    | 53.50  | 2 КВ     | –      | –        | 53.75                | 34                   | Дискв.               | –                    | Дискв.               | –                    |
| Род Хеброн     | 56.12  | 4        | 54.52  | 1 КВ.    | Није завршио         | –                    | –                    | –                    | Није завршио         | –                    |

Жене
| Такмичар      | Дисциплина | Трка 1             | Трка 1   | Трка 2 | Трка 2   | Укупно             | Укупно      |
| Такмичар      | Дисциплина | Време              | Позиција | Време  | Позиција | Време              | Позиција    |
| ------------- | ---------- | ------------------ | -------- | ------ | -------- | ------------------ | ----------- |
| Бетси Клифорд | Спуст      |                    |          |        |          | 1:47.60            | 23.         |
| Карен Дока    | Спуст      |                    |          |        |          | 1:47.55            | 22.         |
| Џуди Линвебер | Спуст      |                    |          |        |          | 1:45.60            | 20.         |
| Ненси Грин    | Спуст      |                    |          |        |          | 1:43.12            | 10.         |
| Бетси Клифорд | Велеслалом |                    |          |        |          | Дискв.             | –           |
| Џуди Линвебер | Велеслалом |                    |          |        |          | 2:00.57            | 25.         |
| Карен Дока    | Велеслалом |                    |          |        |          | 1:58.36            | 16.         |
| Ненси Грин    | Велеслалом |                    |          |        |          | 1:51.97            | 1. злато    |
| Бетси Клифорд | Слалом     | Није завршила трку | –        | –      | –        | Није завршила трку | –           |
| Џуди Линвебер | Слалом     | Дискв.             | –        | –      | –        | Дискв.             | –           |
| Карен Дока    | Слалом     | 44.92              | 20       | 49.59  | 15       | 1:34.51            | 15.         |
| Ненси Грин    | Слалом     | 41.45              | 3        | 44.70  | 1        | 1:26.15            | 2. - сребро |

## Боб
| Екипа | Такмичари                 | Дисциплина | Трка 1  | Трка 1   | Трка 2  | Трка 2   | Трка 3  | Трка 3   | Трка 4  | Трка 4   | Укупно  | Укупно   |
| Екипа | Такмичари                 | Дисциплина | Време   | Позиција | Време   | Позиција | Време   | Позиција | Време   | Позиција | Време   | Позиција |
| ----- | ------------------------- | ---------- | ------- | -------- | ------- | -------- | ------- | -------- | ------- | -------- | ------- | -------- |
| КАН-1 | Первис Мекдугал Боб Стори | Двосед     | 1:13.89 | 20.      | 1:12.80 | 17.      | 1:13.68 | 18.      | 1:13.73 | 19.      | 4:54.10 | 19.      |
| КАН-2 | Ханс Гериг Хари Гоч       | Двосед     | Дискв.  | –        | –       | –        | –       | –        | –       | –        | Дискв.  | –        |

| Екипа | Такмичари                                        | Дисциплина | Трка 1  | Трка 1   | Трка 2  | Трка 2   | Укупно  | Укупно   |
| Екипа | Такмичари                                        | Дисциплина | Врема   | Позиција | Врема   | Позиција | Врема   | Позиција |
| ----- | ------------------------------------------------ | ---------- | ------- | -------- | ------- | -------- | ------- | -------- |
| КАН-1 | Первис Мекдугал Боб Стори Мајкл Јанг Ендру Фолдс | Четверосед | 1:12.61 | 17.      | 1:10.21 | 17.      | 2:22.82 | 17.      |

## Биатлон
Мушки
| Дисциплина | Такмичар    | Време     | Казнени поени | Кориговано време 1 | Позиција |
| ---------- | ----------- | --------- | ------------- | ------------------ | -------- |
| 20 km      | Џорџ Ратаји | 1'24:03.0 | 11            | 1'35:03.0          | 54.      |
| 20 km      | Џејмс Бојд  | 1'27:02.0 | 8             | 1'35:02.0          | 53.      |
| 20 km      | Џорџ Еди    | 1'26:41.8 | 8             | 1'34:41.8          | 51.      |
| 20 km      | Еско Кару   | 1'21:42.9 | 11            | 1'32:42.9          | 46.      |

1Један минут додат за сваки промашај (хитац ван круга), два минута додата за промашај (целе мете).
Мушки 4 x 7.5 km штафета
| Такмичари                                    | Трка       | Трка     | Трка     |
| Такмичари                                    | Промашај 2 | Време    | Позиција |
| -------------------------------------------- | ---------- | -------- | -------- |
| Џорџ Еди Новлес Макгил Џорџ Ратаји Еско Кару | –          | Одустали | –        |

2Казнени круг дужине 200 метара се мора скојати за сваку промашену мету.

## Скијашко трчање
Мушки
| Дисциплина | Такмичар      | Трка      | Трка     |
| Дисциплина | Такмичар      | Време     | Позиција |
| ---------- | ------------- | --------- | -------- |
| 15 km      | Ролф Петерсен | 58:31.8   | 63.      |
| 15 km      | Дејвид Рис    | 58:25.9   | 61.      |
| 15 km      | Нилс Скулбру  | 55:53.4   | 56.      |
| 30 km      | Ролф Петерсен | 1'55:37.2 | 61.      |
| 30 km      | Дејвид Рис    | 1'52:46.6 | 58.      |
| 30 km      | Нилс Скулбру  | 1'50:06.1 | 52.      |
| 50 km      | Дејвид Рис    | 2'56:00.5 | 46.      |

Мушки 4 x 10 km штафета
| Такмичар                                        | Трка      | Трка     |
| Такмичар                                        | Време     | Позиција |
| ----------------------------------------------- | --------- | -------- |
| Нилс Скулбру Ролф Петерсен Еско Кару Дејвид Рис | 2'29:12.7 | 14.      |

## Уметничко клизање
Мушки
| Клизач             | ЦФ | ФС | Позиција | Поена | Пласман |
| ------------------ | -- | -- | -------- | ----- | ------- |
| Стив Хачинсон      | 22 | 21 | 1578.3   | 193   | 22.     |
| Дејвид Макгиливрај | 21 | 9  | 1663.7   | 139   | 16.     |
| Џај Хамфри         | 9  | 6  | 1795.0   | 63    | 7.      |

Жене
| Клизач          | ЦФ | ФС            | Позиција | Поена | Пласман       |
| --------------- | -- | ------------- | -------- | ----- | ------------- |
| Линдај Кован    | 23 | Није завршила | –        | –     | Није завршила |
| Линда Карбонето | 24 | 9             | 1662.9   | 111   | 13.           |
| Карен Магнусен  | 10 | 4             | 1759.4   | 63    | 7.            |

Парови
| Клизачи                        | ЦФ | ФС | Позиција | Поена | Пласман |
| ------------------------------ | -- | -- | -------- | ----- | ------- |
| Бети Меккилиган Џон Меккилиган | 17 | 17 | 254.8    | 154   | 17.     |
| Ана Фордер Ричард Стефанс      | 16 | 16 | 269.2    | 138   | 16.     |

## Хокеј на леду

### Финална група
| Позиција | Репрезентација   | Ута | Поб | Пор | Нер | ГД | ГП | Поена |
| -------- | ---------------- | --- | --- | --- | --- | -- | -- | ----- |
| 1        | Совјетски Савез  | 7   | 6   | 1   | 0   | 48 | 10 | 12    |
| 2        | Чехословачка     | 7   | 5   | 1   | 1   | 33 | 17 | 11    |
| 3        | Канада           | 7   | 5   | 2   | 0   | 28 | 15 | 10    |
| 4        | Шведска          | 7   | 4   | 2   | 1   | 23 | 18 | 9     |
| 5        | Финска           | 7   | 3   | 3   | 1   | 17 | 23 | 7     |
| 6        | Сједињене Државе | 7   | 2   | 4   | 1   | 23 | 28 | 5     |
| 7        | Западна Немачка  | 7   | 1   | 6   | 0   | 13 | 39 | 2     |
| 8        | Источна Немачка  | 7   | 0   | 7   | 0   | 13 | 48 | 0     |

### Резултати Канаде
Канада –  Западна Немачка 	6:1 (0:0, 4:1, 2:0)

стрелци: Бурбон 2, Каду, Динин, Мот, Хак – Копф.

судије: Сеглин, Снетков (СССР)
 Канада –  Финска	2:5 (1:2, 0:1, 1:2)

стрелци: О’Шиа, Mекмилан – Кеинонен, Оксанен, Ј. Пелтонен, Коскела, Валстен.

судије: Трамбл (САД), Сеглин (СССР)

 Канада –  Источна Немачка	11:0 (4:0, 4:0, 3:0)

стрелци: Мот 4, Хак 2, Харгрејвс, О’Шиа, Бурбон, Монти, Х. Пиндер.

судије: Трамбл (САД), Силанкорва (ФИН)

 Канада –  Сједињене Државе	3:2 (1:2, 0:0, 2:0)

стрелци: Каду 2, Џонстон – Пли, Риута.

судије: Снетков, Сеглин (СССР)	

 Чехословачка –  Канада 	2:3 (0:0, 0:3, 2:0)

стрелци: Хавел, Недомански – Хак, Бурбон, Каду.	

судије: Трамбл (САД), Силанкорва (ФИН)	

 Шведска –  Канада	0:3 (0:2, 0.0, 0:1)

стрелци: Џонстон, Г. Пиндер, О‘Шиа.

судије: Силанкорва (ФИН), Коринек (ЧЕХ)
 Совјетски Савез –  Канада	5:0 (1:0, 1:0, 3:0)

стрелци: Фирсов 2, Мишаков, Старшинов, Зимин.

судије: Трамбл (САД), Далберг (ШВЕ)

### Најбољи стрелци/награде
| Поз | Тим            | Ут | Гол | Ас | Поена |
| --- | -------------- | -- | --- | -- | ----- |
| 6.  | Френ Хак       | 7  | 4   | 5  | 9     |
| 8.  | Маршал Џонстон | 7  | 2   | 6  | 8     |

ИИХФ награда:
| Најбољи голман | Кен Бродерик |

## Санкање
Мушки
| Спортиста     | Трка 1  | Трка 1   | Трка 2  | Трка 2   | Трка 3  | Трка 3   | Укупно  | Укупно   |
| Спортиста     | Време   | Позиција | Време   | Позиција | Време   | Позиција | Време   | Позиција |
| ------------- | ------- | -------- | ------- | -------- | ------- | -------- | ------- | -------- |
| Д'Арси Кулсон | 1:02.69 | 39       | 1:31.24 | 47       | 1:02.19 | 42       | 3:36.12 | 47       |
| Колин Нелсон  | 1:01.13 | 37       | 1:01.90 | 38       | 1:01.53 | 38       | 3:04.56 | 37       |
| Роџер Еди     | 1:00.69 | 33       | 1:00.30 | 30       | 1:00.40 | 32       | 3:01.39 | 31       |
| Лери Арбатнот | 1:00.10 | 30       | 1:00.92 | 33       | 1:01.99 | 41       | 3:03.01 | 33       |

Жене
| Спортиста            | Трка 1 | Трка 1   | Трка 2 | Трка 2   | Трка 3 | Трка 3   | Укупно  | Укупно   |
| Спортиста            | Време  | Позиција | Време  | Позиција | Време  | Позиција | Време   | Позиција |
| -------------------- | ------ | -------- | ------ | -------- | ------ | -------- | ------- | -------- |
| Филис Валтер         | Дискв. | –        | –      | –        | –      | –        | Дискв.  | –        |
| Марта Диплок         | 51.94  | 19       | 51.51  | 18       | 52.03  | 16       | 2:35.48 | 18       |
| Линда Крачфилд-Бокок | 50.64  | 13       | 50.54  | 13       | 51.28  | 11       | 2:32.46 | 12       |

## Скијашки скокови
| Скакач      | Дисциплина          | Скок 1 | Скок 1 | Скок 2 | Скок 2 | Укупно | Укупно  |
| Скакач      | Дисциплина          | Даљина | Поена  | Даљина | Поена  | Поена  | Пласман |
| ----------- | ------------------- | ------ | ------ | ------ | ------ | ------ | ------- |
| Клод Трахан | Нормална скакаоница | 61.5   | 74.2   | 56.0   | 56.4   | 130.6  | 57      |
| Улф Квендбо | Нормална скакаоница | 61.5   | 75.2   | 63.0   | 78.1   | 153.3  | 53      |
| Џон Мекинес | Нормална скакаоница | 61.5   | 75.7   | 60.5   | 72.6   | 148.3  | 55      |
| Клод Трахан | Велика скакаоница   | 64.0   | 40.0   | 69.0   | 51.0   | 91.0   | 58      |
| Џон Мекинес | Велика скакаоница   | 71.5   | 58.5   | 73.5   | 61.8   | 120.3  | 57      |
| Улф Квендбо | Велика скакаоница   | 76.5   | 69.5   | 77.0   | 69.2   | 138.7  | 55      |

## Брзо клизање
Мушки
| Дисциплина | Клизач         | Трка    | Трка    |
| Дисциплина | Клизач         | Време   | Пласман |
| ---------- | -------------- | ------- | ------- |
| 500        | Боб Хоџс       | 43.3    | 41      |
| 500        | Пит Вилијамсон | 42.6    | 33      |
| 500        | Боб Бучер      | 42.0    | 25      |
| 1.500      | Пит Вилијамсон | 2:16.0  | 46      |
| 1.500      | Боб Хоџс       | 2:12.0  | 26      |
| 5.000      | Боб Хоџс       | 8:05.0  | 29      |
| 5.000      | Пол Енок       | 7:54.8  | 19      |
| 10.000     | Боб Хоџс       | 17:01.9 | 23      |
| 10.000     | Пол Енок       | 16:21.2 | 15      |

Жене
| Дисциплина | Клизач         | Трка   | Трка    |
| Дисциплина | Клизач         | Време  | Пласман |
| ---------- | -------------- | ------ | ------- |
| 500        | Дорин Меккенел | 49.0   | 24      |
| 500        | Марсиа Парсонс | 48.8   | 23      |
| 500        | Венди Томпсон  | 48.2   | 19      |
| 1.000      | Венди Томпсон  | 1:41.1 | 27      |
| 1.000      | Марсиа Парсонс | 1:37.7 | 21      |
| 1.000      | Дорин Меккенел | 1:37.6 | 20      |
| 1.500      | Марсиа Парсонс | 2:34.4 | 24      |
| 1.500      | Дорин Меккенел | 2:32.2 | 21      |
| 3.000      | Марсиа Парсонс | 5:29.5 | 22      |
| 3.000      | Дорин Меккенел | 5:21.5 | 18      |